# Murray Stewart
Murray Stewart (Durban, 2 juli 1986) is een Australisch kanovaarder. Hij nam eenmaal deel aan de Olympische Spelen en won hierbij één gouden medaille.
In 2011 nam hij deel aan het WK. Het Australische viertal werd voorts gevormd door Tate Smith, Jacob Clear en Dave Smith. In de finale van dit WK behaalde het Australische viertal de zilveren medaille, achter het Duitse viertal.
Ook in 2012 nam Smith deel aan de Olympische Spelen. Murray Stewart, Dave Smith, Tate Smith en Jacob Clear behaalden olympisch goud op de K4 1000 m. In de finale hielden ze net het Hongaarse en Tsjechische viertal achter zich. Op de K1 1000 m eindigde Stewart op de 16e plaats, op de K1 200 m eindigde hij 17e.

## Palmares

### K4 1000 m
- 2010: 5e WK
- 2011:  WK
- 2012:  OS

### K2 500 m
- 2009: 8e WK
- 2010: 5e WK

### K2 1000 m
- 2011: 12e WK

### K1 1000 m
- 2012: 16e OS

### K1 200 m
- 2012: 17e OS

1964: Anatoli Grisjin & Vjatsjeslav Ionov & Vladimir Morozov & Nikolai Tsjoezjikov ·
1968: Steinar Amundsen & Tore Berger & Jan Johansen & Egil Søby ·
1972: Valeri Didenko & Joeri Filatov & Vladimir Morozov & Joeri Stetsenko ·
1976: Aleksandr Degtjarev & Joeri Filatov & Vladimir Morozov & Sergej Tsjoechrai ·
1980: Bernd Duvigneau & Rüdiger Helm & Harald Marg & Bernd Olbricht ·
1984: Grant Bramwell & Ian Ferguson & Paul MacDonald & Alan Thompson ·
1988: Attila Ábrahám & Ferenc Csipes & Zsolt Gyulay & Sándor Hódosi ·
1992: Mario von Appen & Oliver Kegel & Thomas Reineck & André Wohllebe ·
1996: Detlef Hofmann & Thomas Reineck & Olaf Winter & Mark Zabel ·
2000: Gábor Horváth & Zoltán Kammerer & Botond Storcz & Ákos Vereckei ·
2004: Gábor Horváth & Zoltán Kammerer & Botond Storcz & Ákos Vereckei ·
2008: Abalmasaw & Litvintsjoek & Machnew & Pjatroesjenka ·
2012: Jacob Clear & Dave Smith & Tate Smith & Murray Stewart ·
2016: Marcus Groß & Max Hoff & Tom Liebscher & Max Rendschmidt